# 라마데이펠리니
라마데이펠리니(이탈리아어: Lama dei Peligni)는 이탈리아 아브루초주 키에티도에 있는 코무네이다.